# Peel Trident

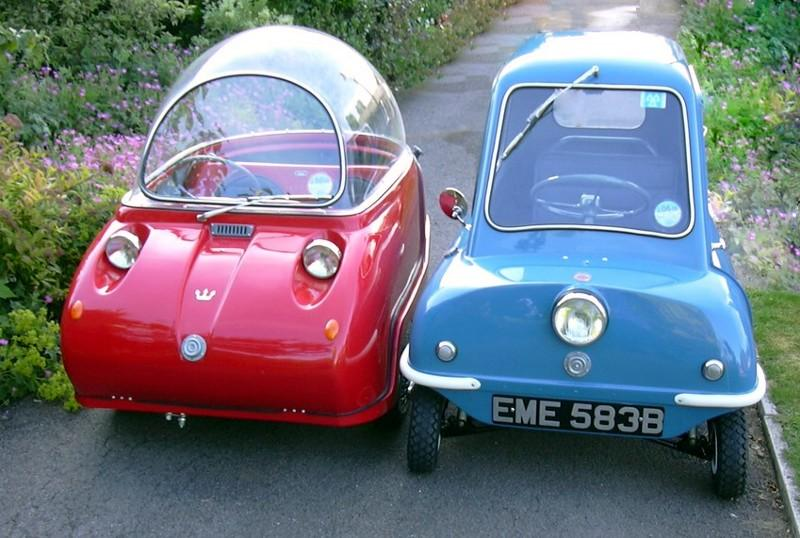
Links in Rot der Trident, in Blau sein Vorgänger, der P50

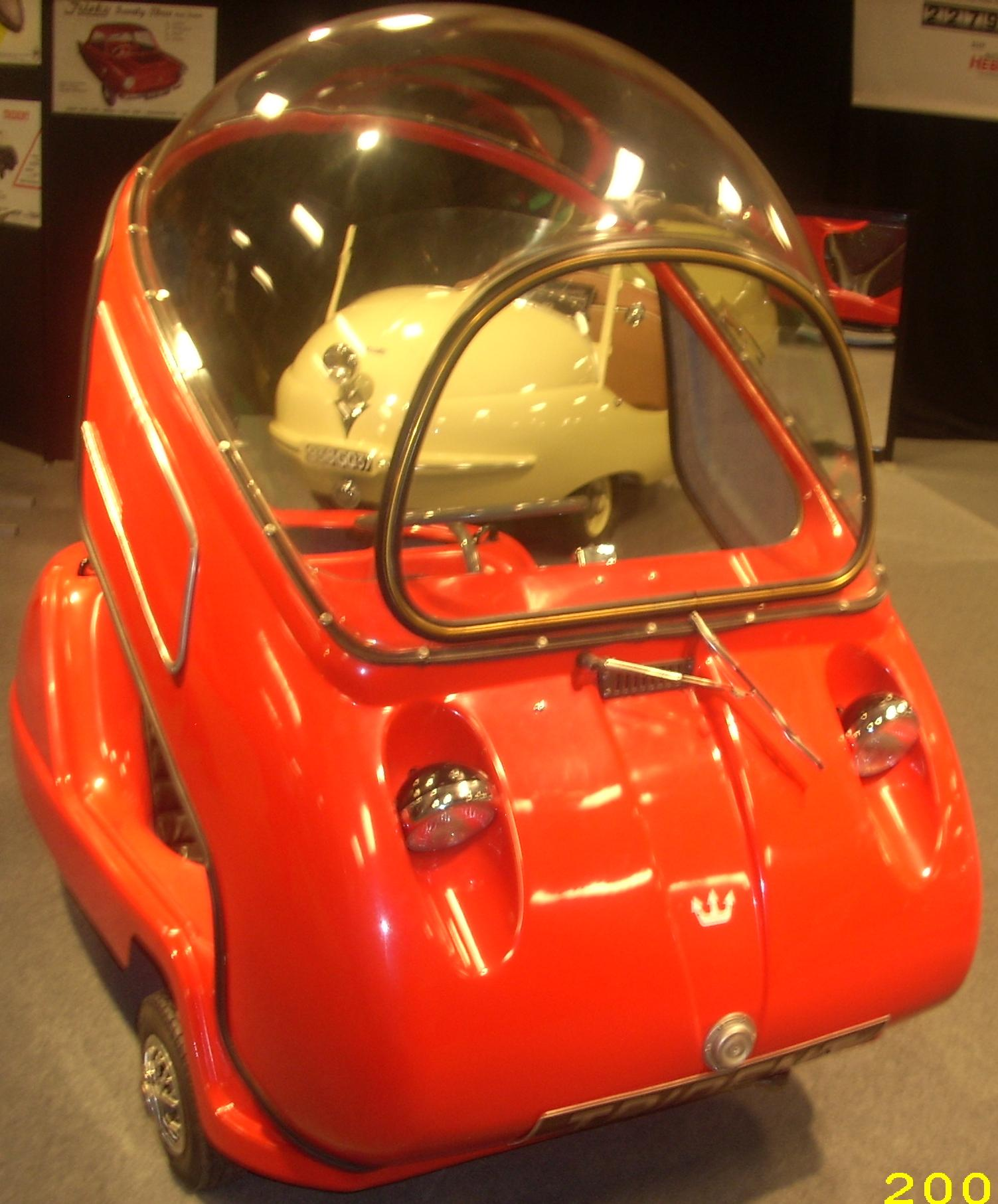
Trident mit zum Einsteigen angehobenem Oberteil. Plexiglaskuppel mit Glasscheibe. Vorne Typenlogo Dreizack.

Der  Peel Trident ist ein Leichtfahrzeug, das von der Peel Engineering Company auf der Isle of Man hergestellt wurde und ist der Nachfolger des Peel P50. Der 1964 erschienene, dreirädrige Kleinstwagen bot zwei Personen Platz. Auf Wunsch war das 190 Zentimeter lange Gefährt aber auch als Einsitzer erhältlich. Mittels eines Motors mit 50 Kubikzentimetern erreichte der Trident als Höchstgeschwindigkeit 45 km/h.